# Plectropomus areolatus
Plectropomus areolatus е вид бодлоперка от семейство Serranidae. Видът е уязвим и сериозно застрашен от изчезване.

## Разпространение
Разпространен е в Австралия, Американска Самоа, Британска индоокеанска територия, Вануату, Джибути, Египет, Еритрея, Йемен, Израел, Източен Тимор, Индия, Индонезия, Йордания, Кирибати, Китай, Кокосови острови, Малайзия, Малдиви, Малки далечни острови на САЩ, Маршалови острови, Мианмар, Микронезия, Науру, Нова Каледония, Палау, Папуа Нова Гвинея, Провинции в КНР, Самоа, Саудитска Арабия, Соломонови острови, Сомалия, Судан, Тайван, Тайланд, Токелау, Тонга, Тувалу, Уолис и Футуна, Фиджи, Филипини и Япония.